# Aprenentatge competitiu

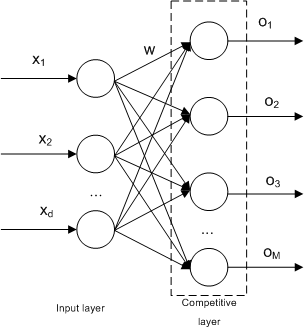
Arquitectura de xarxes neuronals competitiva.

L'aprenentatge competitiu és una forma d'aprenentatge no supervisat en xarxes neuronals artificials, en què els nodes competeixen pel dret a respondre a un subconjunt de dades d'entrada. Una variant de l'aprenentatge Hebbian, l'aprenentatge competitiu funciona augmentant l'especialització de cada node de la xarxa. És molt adequat per trobar clústers dins de dades.
Els models i algorismes basats en el principi d'aprenentatge competitiu inclouen la quantificació vectorial i els mapes d'autoorganització (mapes Kohonen).
Principis
Hi ha tres elements bàsics per a una regla d'aprenentatge competitiu:
- Un conjunt de neurones que són totes iguals excepte alguns pesos sinàptics distribuïts aleatòriament i que, per tant, responen de manera diferent a un conjunt determinat de patrons d'entrada.
- Un límit imposat a la "força" de cada neurona
- Un mecanisme que permet a les neurones competir pel dret de respondre a un determinat subconjunt d'entrades, de manera que només una neurona de sortida (o només una neurona per grup) estigui activa (és a dir, "activada") alhora. La neurona que guanya la competició s'anomena neurona "el guanyador s'emporta tot".

En conseqüència, les neurones individuals de la xarxa aprenen a especialitzar-se en conjunts de patrons similars i, en fer-ho, esdevenen "detectors de característiques" per a diferents classes de patrons d'entrada.
El fet que les xarxes competitives recodiquifiquin conjunts d'entrades correlacionades a una de les poques neurones de sortida elimina essencialment la redundància en la representació que és una part essencial del processament en els sistemes sensorials biològics.
L'aprenentatge competitiu sol implementar-se amb xarxes neuronals que contenen una capa oculta que es coneix comunament com a "capa competitiva". Cada neurona competitiva està descrita per un vector de pesos {\displaystyle {\mathbf {w} }_{i}=\left({w_{i1},..,w_{id}}\right)^{T},i=1,..,M} i calcula la mesura de semblança entre les dades d'entrada {\displaystyle {\mathbf {x} }^{n}=\left({x_{n1},..,x_{nd}}\right)^{T}\in \mathbb {R} ^{d}} i el vector pes {\displaystyle {\mathbf {w} }_{i}}.
Per a cada vector d'entrada, les neurones competitives "competeixen" entre elles per veure quina d'elles és més semblant a aquest vector d'entrada en particular. La neurona guanyadora m estableix la seva sortida {\displaystyle o_{m}=1} i totes les altres neurones competitives estableixen la seva sortida {\displaystyle o_{i}=0,i=1,..,M,i\neq m}.
Normalment, per mesurar la similitud s'utilitza la inversa de la distància euclidiana: {\displaystyle \left\|{{\mathbf {x} }-{\mathbf {w} }_{i}}\right\|} entre el vector d'entrada {\displaystyle {\mathbf {x} }^{n}} i el vector pes {\displaystyle {\mathbf {w} }_{i}}.